# 情人節之吻
《情人節之吻》（日语：バレンタイン・キッス）是日本女歌手国生小百合的首張個人單曲，以「國生小百合與小貓俱樂部」的名義由日本索尼音樂娛樂於1986年2月1日發行。

## 概要
《情人節之吻》是富士電視台在1986年的星期一戲劇系列的片尾曲。
在日本，單曲對情人節影響深遠，每逢情人節，單曲都會被廣泛用於電視節目和廣告。在2006年一次以10歲至49歲的日本人為對像的調查中，Oricon發現《情人節之吻》是最日本廣為人知的情人節歌曲，儘管它的銷量只不過是31.7萬張。單曲分別擊敗DREAMS COME TRUE單曲《LOVE LOVE LOVE/暴風雨來襲》（2,488,630張）、松任谷由實的《Valentine's RADIO》（1,606,780張）、Kinki Kids單曲《Happy Happy Greeting》（608,790張）和邁爾士·戴維斯的《My Funny Valentine》。
在單曲封面中的國生的髮型和化妝風格，由她自己一手包辦。國生亦曾在小貓俱樂部節目《喵喵日落》（夕焼けニャンニャン）內的「今天是特別・・・」（今日は特別・・・）環節演唱《情人節之吻》。2009年2月14日，《情人節之吻》成為《中學生日記「課後情人節」》（中学生日記「バレンタインの放課後）的主題曲和片尾曲。

## 反應
單曲在Oricon週榜排第二位， 並且獲TBS電視台的音樂節目《The Best Ten》在眾多流行歌曲中評選為第四位，另外亦在日本金唱片大獎獲得年度最佳歌曲獎。
2008年，國生重新發行單曲，在Oricon週榜排第135位。

## 各版本介绍

### 版本列表
- 走廊奔跑隊7 《情人節之吻》 2011
- 浪川大輔 《情人節之吻》（网球王子角色CD） 2011
- 增田裕生 《情人節之吻》（网球王子角色CD） 2010
- 細谷佳正 《情人節之吻》（网球王子角色CD） 2009
- 國生小百合《情人節之吻2008》2008
- 忍足侑士 跡部景吾 真田弦一郎（三人声优） 《テニスの王子様 メモリアルベスト 2001-2008》2008 （三个版本）
- 众声优 幸运星ED曲集（TVアニメ『らき☆すた』EDテーマエンディングテーマ集～ある日のカラオケボックス～）2007 （多个版本）
- 國生小百合 《Pep Talk》1986
- 2011年5月25日 遊戲『THE IDOLM@STER 2』之登場人物水瀬伊織（声：釘宮理恵）、CD『THE IDOLM＠STER MASTER ARTIST 2 -SECOND SEASON- 01』。

### 走廊奔跑隊
《情人節之吻》在2011年被AKB48子團體走廊奔跑隊，以走廊奔跑隊7的名義重新錄製。單曲發售首週憑9.5萬張的銷量在Oricon週榜排第二位，這是首張重新錄製版本的《情人節之吻》能夠打入頭十位，而且排名與原作相同。

#### 歌曲列表
| 初回盤A | 初回盤A              | 初回盤A            | 初回盤A  | 初回盤A |
| 曲序    | 曲目                 | 词曲               | 編曲     | 时长    |
| ------- | -------------------- | ------------------ | -------- | ------- |
| 1.      | 情人節之吻           | 秋元康和瀨井廣明   | 大內正德 | 3:54    |
| 2.      |                      | 秋元康和重永亮介   | 岩田雅之 | 4:05    |
| 3.      |                      | 秋元康和前山田健一 | 樫原伸彥 | 3:46    |
| 4.      | 情人節之吻（純音樂） | 秋元康和瀨井廣明   | 大內正德 | 3:54    |
| 5.      | （純音樂）           | 秋元康和重永亮介   | 岩田雅之 | 4:05    |
| 6.      | （純音樂）           | 秋元康和前山田健一 | 樫原伸彥 | 3:46    |

| 初回盤B | 初回盤B              | 初回盤B          | 初回盤B  | 初回盤B |
| 曲序    | 曲目                 | 词曲             | 編曲     | 时长    |
| ------- | -------------------- | ---------------- | -------- | ------- |
| 1.      | 情人節之吻           | 秋元康和瀨井廣明 | 大內正德 | 3:54    |
| 2.      |                      | 秋元康和重永亮介 | 岩田雅之 | 4:05    |
| 3.      |                      | 秋元康和岡田實音 | 高島智明 | 3:55    |
| 4.      | 情人節之吻（純音樂） | 秋元康和瀨井廣明 | 大內正德 | 3:54    |
| 5.      | （純音樂）           | 秋元康和重永亮介 | 岩田雅之 | 4:05    |
| 6.      | （純音樂）           | 秋元康和岡田實音 | 高島智明 | 3:55    |

| 通常盤 | 通常盤               | 通常盤           | 通常盤   | 通常盤 |
| 曲序   | 曲目                 | 词曲             | 編曲     | 时长   |
| ------ | -------------------- | ---------------- | -------- | ------ |
| 1.     | 情人節之吻           | 秋元康和瀨井廣明 | 大內正德 | 3:54   |
| 2.     |                      | 秋元康和重永亮介 | 岩田雅之 | 4:05   |
| 3.     |                      | 秋元康和畑野嘉男 | 小西貴雄 | 3:20   |
| 4.     | 情人節之吻（純音樂） | 秋元康和瀨井廣明 | 大內正德 | 3:54   |
| 5.     | （純音樂）           | 秋元康和重永亮介 | 岩田雅之 | 4:05   |
| 6.     | （純音樂）           | 秋元康和畑野嘉男 | 小西貴雄 | 3:20   |

## 翻唱
《情人節之吻》在這之前已經多次被翻唱。2003年11月，女子組合The Kitchen Gorilla的小貓俱樂部翻唱專輯《小貓龐克愛》中收錄了《情人節之吻》的翻唱版本。國生本人在真人秀《IDOLING!!!》在2008年2月14日第300集中翻唱了《情人節之吻》。
2007年5月27日，《情人節之吻》成為日本動畫《幸運☆星》的片尾曲，由福原香織和平野綾翻唱。在動畫《網球王子》中，《情人節之吻》亦曾多次被翻唱，由2004年2月至2011年2月，總共發行了11個不同的版本，其中首個版本，由諏訪部順一聲演的跡部景吾的版本登上了Oricon週榜第十四位。,2023年1月，《情人節之吻》成為日本動畫《关于我在无意间被隔壁的天使变成废柴这件事》的Cover Songs专辑中的一首歌曲，由椎名真昼的声优石见舞香菜翻唱。